# Tipula (Yamatotipula) tenebrosa
Tipula (Yamatotipula) tenebrosa is een tweevleugelige uit de familie langpootmuggen (Tipulidae). De soort komt voor in het Nearctisch gebied.